# 美田ダム
美田ダム（みたダム）は、島根県隠岐郡西ノ島町の美田川に建設されたダムである。

## 概要
島根県隠岐郡西ノ島町美田地区の美田川水系美田川中流に、治水、上下水道用水、不特定用水の為に設置された多目的ダム。
総事業費15億3千万円をかけて、1978年（昭和53年）に完工した。

## 竣工までの流れ
元来、西ノ島の美田川は全川未改修で河積狭少なため、洪水被害を例年のごとく受けていた地域であった。
さらに、1963年（昭和38年）隠岐が大山国立公園の指定を受けたことや当時の離島ブーム、1967年（昭和42年）の当時の皇太子・同妃の来島などが相まって観光客が増加、旅館や民宿に人が押し寄せ用水不足が深刻になる事態に発展。特に1967年の渇水時に、同町浦郷地区において、塩分や農薬を含む水を引用したほどであった。
異常の事態の深刻さを鑑みて、1969年（昭和44年）に調査が開始され美田ダムの建設が決定。美田地区は西ノ島の中でも水資源が豊富な地域であったため、ダム建設の候補地となった。ダム建設を巡って、離島での建設、水利権も争われるなど建設は難航したが、約10年後の1978年（昭和53年）3月に完工。
また、ダム建設と合わせて美田浦郷簡易水道事業も進み、結果、慢性的な水不足は解消されることとなった。

## 再開発事業
1997年より、治水能力の向上と水道用水の更なる安定供給を目的としたダム再開発事業が行われ、2002年に完成した。工事はダムの機能を維持しながら行われ、完成翌年に行われた竣工式典には島根県知事などが参列したほか、地元小学生らによる植樹や、ウナギの稚魚の放流などが行われた。